# Walt Disney World Pro Soccer Classic 2013
Navigation
Édition précédente Édition suivante
L'édition 2013 du Walt Disney World Pro Soccer Classic est la 4e édition de cette compétition, un tournoi de pré-saison qui se déroule à l'ESPN Wide World of Sports Complex à Walt Disney World Resort, dans la ville de Lake Buena Vista, en Floride. Deux des participants étaient annoncés dès le 4 octobre 2012, en même temps que les dates de la compétition. Au total, ce sont six équipes de Major League Soccer qui y participent.
L'équipe tenante du titre est les Whitecaps de Vancouver. Le club ne participe pas au tournoi cette année. Pour la première fois depuis la création de la compétition, le FC Dallas ainsi que le Dynamo de Houston ne participent pas au tournoi. Toronto FC est donc la dernière équipe à être présente depuis la 1re édition.

## Équipes
Cette compétition de pré-saison est souvent le moyen de tester l'équipe quelques jours avant le début de la saison mais également de faire débuter les joueurs universitaires recrutés lors de la draft pendant l'hiver.
Les équipes suivantes participent au tournoi.
| Équipe                  | Lieu                       | Championnat                  | Participation | Notes                                      | Ref.  |
| ----------------------- | -------------------------- | ---------------------------- | ------------- | ------------------------------------------ | ----- |
| Crew de Columbus        | Colombus, Ohio             | Major League Soccer          | 1re           |                                            | [ 2 ] |
| D.C. United             | Washington, D.C.           | Major League Soccer          | 1re           | Finaliste de la Conférence Est de MLS 2012 | [ 3 ] |
| Impact de Montréal      | Montréal, Québec           | Major League Soccer          | 2e            |                                            | ,     |
| Orlando City SC         | Orlando, Floride           | USL Pro                      | 3e            | Champion USL Pro Commissioner's Cup 2012   | [ 6 ] |
| Union de Philadelphie   | Philadelphie, Pennsylvanie | Major League Soccer          | 1re           |                                            | [ 7 ] |
| Sporting de Kansas City | Kansas City, Kansas        | Major League Soccer          | 2e            | Champion US Open Cup 2012                  | [ 3 ] |
| Rowdies de Tampa Bay    | St. Petersburg, Floride    | North American Soccer League | 1re           | Champion NASL 2012                         | [ 8 ] |
| Toronto FC              | Toronto, Ontario           | Major League Soccer          | 4e            | Champion du Canada 2012                    | [ 9 ] |

## Rencontres
Le calendrier est annoncé le 14 décembre 2012.

### Phase de groupes
| Légende des couleurs dans les classements |
| ----------------------------------------- |
| Vainqueur du groupe accédant à la finale  |

#### Groupe A
| Équipe                | J | V | N | D | Bp | Bc | Diff | Pts |
| --------------------- | - | - | - | - | -- | -- | ---- | --- |
| Crew de Columbus      | 3 | 3 | 0 | 0 | 8  | 2  | +6   | 9   |
| Union de Philadelphie | 3 | 1 | 1 | 1 | 4  | 5  | -1   | 4   |
| Toronto FC            | 2 | 1 | 0 | 2 | 3  | 4  | -1   | 3   |
| Orlando City SC       | 2 | 0 | 1 | 2 | 3  | 7  | -4   | 1   |

| 9 février 2013 | Crew de Columbus                                | 1 - 0 | Toronto FC | ESPN Wide World of Sports Complex, Lake Buena Vista, Floride, États-Unis |  |
| 13:00 UTC-5    | Viana 20e · Wahl 20e · Gláuber 30e · Finlay 45e |       |            |                                                                          |  |
| 13:00 UTC-5    | Rapport                                         |       |            |                                                                          |  |

| 9 février 2013 | Orlando City SC | 1 - 1 | Union de Philadelphie | ESPN Wide World of Sports Complex, Lake Buena Vista, Floride, États-Unis |  |
| 18:00 UTC-5    | Chin 53e        |       | 71e Fernandes         |                                                                          |  |
| 18:00 UTC-5    | Rapport         |       |                       |                                                                          |  |

| 13 février 2013 | Crew de Columbus                             | 4 - 0 | Union de Philadelphie | ESPN Wide World of Sports Complex, Lake Buena Vista, Floride, États-Unis |  |
| 13:00 UTC-5     | Finley 28e · Finlay 39e 50e · Schoenfeld 45e |       | 44e Hoppenot          |                                                                          |  |
| 13:00 UTC-5     | Rapport                                      |       |                       |                                                                          |  |

| 13 février 2013 | Toronto FC                             | 3 - 0 | Orlando City SC | ESPN Wide World of Sports Complex, Lake Buena Vista, Floride, États-Unis |  |
| 20:00 UTC-5     | Morgan 53e · Dunfield 72e · Osorio 87e |       | 76e Mbengue     |                                                                          |  |
| 20:00 UTC-5     | Rapport                                |       |                 |                                                                          |  |

| 16 février 2013 | Union de Philadelphie                 | 3 - 0 | Toronto FC | ESPN Wide World of Sports Complex, Lake Buena Vista, Floride, États-Unis |  |
| 15:00 UTC-5     | Hoppenot 8e · Torres 40e · Kassel 51e |       |            |                                                                          |  |
| 15:00 UTC-5     | Rapport                               |       |            |                                                                          |  |

| 16 février 2013 | Orlando City SC                                                    | 2 - 3 | Crew de Columbus                                                                        | ESPN Wide World of Sports Complex, Lake Buena Vista, Floride, États-Unis |  |
| 18:00 UTC-5     | Watson 41e · Diakhite 49e · Watson 57e · O'Connor 68e · Fekete 79e |       | 4e Viana · 21e Higuain · 43e Arrieta · 74e Williams · 79e Williams · 89e (pen.) Higuaín |                                                                          |  |
| 18:00 UTC-5     | Rapport                                                            |       |                                                                                         |                                                                          |  |

#### Groupe B
| Équipe                  | J | V | N | D | Bp | Bc | Diff | Pts |
| ----------------------- | - | - | - | - | -- | -- | ---- | --- |
| Impact de Montréal      | 3 | 2 | 1 | 0 | 7  | 3  | +4   | 7   |
| Sporting de Kansas City | 3 | 2 | 0 | 1 | 4  | 2  | +2   | 6   |
| D.C. United             | 3 | 1 | 1 | 1 | 5  | 3  | +2   | 4   |
| Rowdies de Tampa Bay    | 3 | 0 | 0 | 3 | 1  | 9  | -8   | 0   |

| 9 février 2013 | Impact de Montréal                                  | 2 - 1 | Sporting de Kansas City | ESPN Wide World of Sports Complex, Lake Buena Vista, Floride, États-Unis |  |
| 15:00 UTC-5    | Arnaud 30e · Di Vaio 45e · Wenger 61e · Lefèvre 90e |       | 18e Zusi                |                                                                          |  |
| 15:00 UTC-5    | Rapport                                             |       |                         |                                                                          |  |

| 9 février 2013 | D.C. United                  | 4 - 0 | Rowdies de Tampa Bay | ESPN Wide World of Sports Complex, Lake Buena Vista, Floride, États-Unis |  |
| 20:00 UTC-5    | Pajoy 55e 59e · Kemp 66e 73e |       |                      |                                                                          |  |
| 20:00 UTC-5    | Rapport                      |       |                      |                                                                          |  |

| 13 février 2013 | Rowdies de Tampa Bay             | 1 - 4 | Impact de Montréal                              | ESPN Wide World of Sports Complex, Lake Buena Vista, Floride, États-Unis |                         |
| 15:00 UTC-5     | Campbell 32e · Yamada 38e (pen.) |       | 2e Felipe · 16e (pen.) 41e Di Vaio · 65e Nyassi | Arbitrage : Mark Geiger                                                  | Arbitrage : Mark Geiger |
| 15:00 UTC-5     | Rapport                          |       |                                                 | Arbitrage : Mark Geiger                                                  | Arbitrage : Mark Geiger |

| 13 février 2013 | Sporting de Kansas City            | 2 - 0 | D.C. United | ESPN Wide World of Sports Complex, Lake Buena Vista, Floride, États-Unis |  |
| 18:00 UTC-5     | Rosell 67e · Convey 74e · Saad 81e |       |             |                                                                          |  |
| 18:00 UTC-5     | Rapport                            |       |             |                                                                          |  |

| 16 février 2013 | Impact de Montréal                    | 1 - 1 | D.C. United                           | ESPN Wide World of Sports Complex, Lake Buena Vista, Floride, États-Unis |  |
| 13:00 UTC-5     | Pisanu 16e · Arnaud 40e · Di Vaio 44e |       | 40e McDonald · 51e Riley · 85e Porter |                                                                          |  |
| 13:00 UTC-5     | Rapport                               |       |                                       |                                                                          |  |

| 16 février 2013 | Rowdies de Tampa Bay      | 0 - 1 | Sporting de Kansas City | ESPN Wide World of Sports Complex, Lake Buena Vista, Floride, États-Unis |  |
| 20:00 UTC-5     | Mulholland 27e · Hill 82e |       | 76e Zusi                |                                                                          |  |
| 20:00 UTC-5     | Rapport                   |       |                         |                                                                          |  |

### Phase finale

#### Matchs de consolation
| 23 février 2013 | Union de Philadelphie                  | 0 - 2 | D.C. United                                                       | ESPN Wide World of Sports Complex, Lake Buena Vista, Floride États-Unis |  |
| 13:00 UTC-5     | MacMath 36e · Farfan 74e · Le Toux 75e |       | 39e (pen.) De Rosario · 58e Saragosa · 59e De Rosario · 67e Pajoy |                                                                         |  |
| 13:00 UTC-5     | Rapport                                |       |                                                                   |                                                                         |  |

| 23 février 2013 | Toronto FC                        | 0 - 1 | Sporting de Kansas City | ESPN Wide World of Sports Complex, Lake Buena Vista, Floride, États-Unis |  |
| 15:00 UTC-5     | O'Dea 15e · Davis 35e · O'Dea 57e |       | 23e Bieler · 48e Rosell |                                                                          |  |
| 15:00 UTC-5     | Rapport                           |       |                         |                                                                          |  |

| 23 février 2013 | Orlando City SC              | 2 - 0 | Rowdies de Tampa Bay | ESPN Wide World of Sports Complex, Lake Buena Vista, Floride États-Unis |  |
| 18:00 UTC-5     | Watson 1re (pen.) · Chin 76e |       |                      |                                                                         |  |
| 18:00 UTC-5     | Rapport                      |       |                      |                                                                         |  |

#### Finale
| 23 février 2013 | Crew de Columbus        | 0 - 1 | Impact de Montréal                   | ESPN Wide World of Sports Complex, Lake Buena Vista, Floride, États-Unis |  |
| 20:00 UTC-5     | Viana 26e · Gláuber 73e |       | 16e Pisanu · 54e Mapp · 90+e Ferrari |                                                                          |  |
| 20:00 UTC-5     | Rapport                 |       |                                      |                                                                          |  |

| Champion du Walt Disney World Pro Soccer Classic 2013 |
| ----------------------------------------------------- |
| Drapeau du Canada                                     |
| Impact de Montréal Premier titre                      |